# Тарасенко Володимир Вікторович
Володи́мир Ві́кторович Тара́сенко — старший сержант Збройних сил України, учасник російсько-української війни.
Станом на 2016 рік — старший стрілець 2-ї групи 2-го взводу 1-ї роти військової частини А 2176

## Нагороди та вшанування
- Указом Президента України № 81/2020 від 13 березня 2020 року за особисту мужність, виявлену у захисті державного суверенітету та територіальної цілісності України, самовіддане служіння Українському народу нагороджений орденом «За мужність» II ступеня[2]